# 電傳打字機

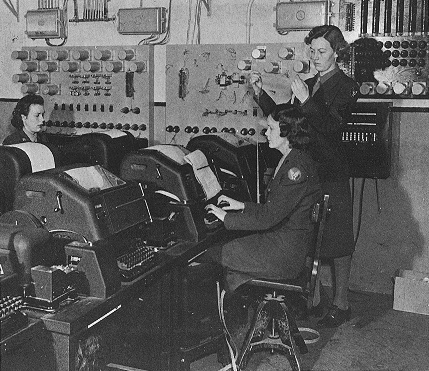
二戰時期電傳打字機

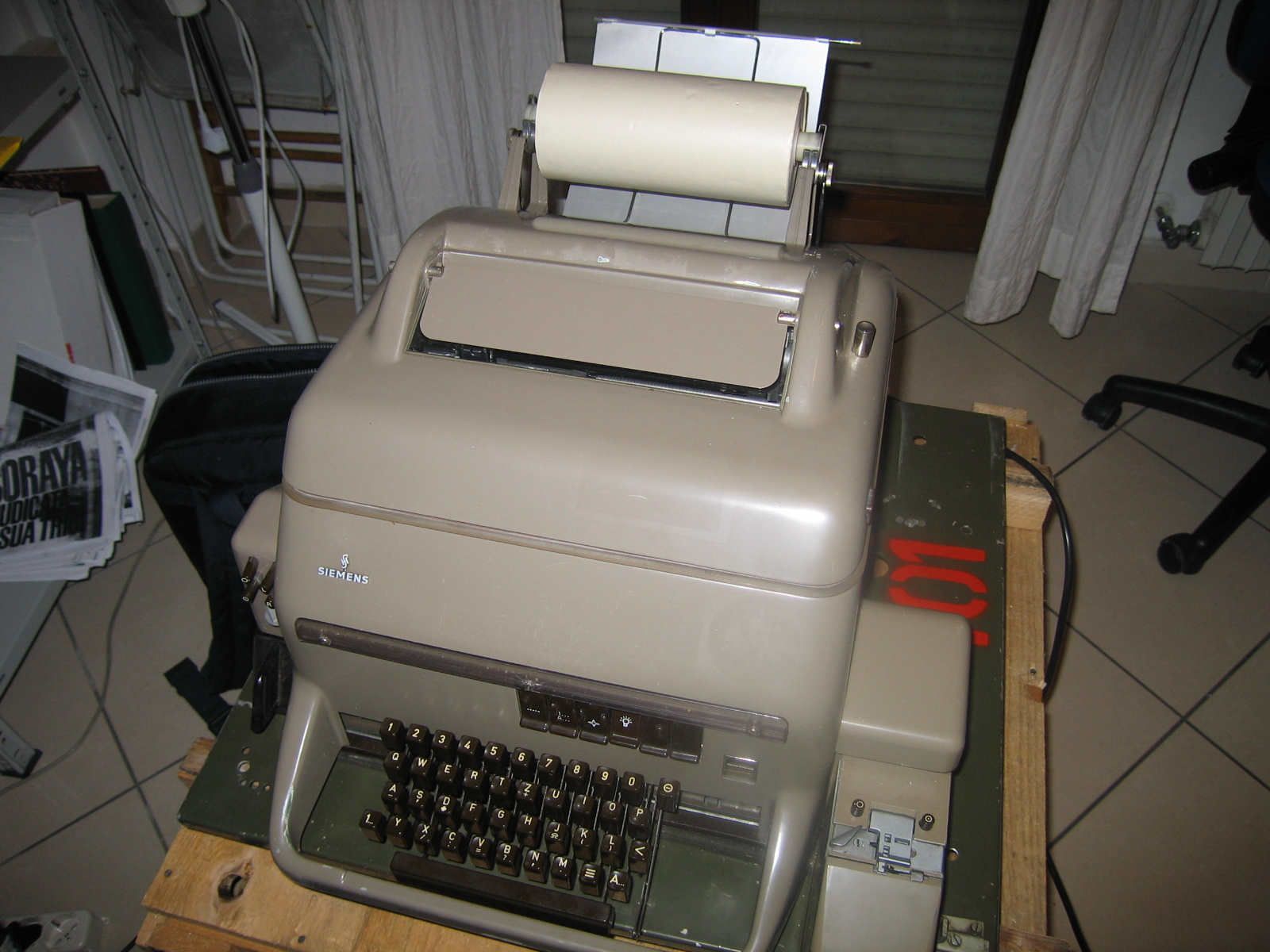
西門子「Fernscheiber 100」電傳打字機

電傳打字機（Teleprinter、或，縮寫為 TTY），簡稱電傳，是遠距離列印交換的編寫形式。電傳既具有電話的快速，又具有打字機的準確，尤其是當電文中有資料時，這種優點表現得特別明顯。人們普遍認為，電傳這種通訊方式，除了具備高效性和精確性之外，還比電報和電話更為便宜。
電傳是在傳真機普遍使用以前的通信設備，其原理有點近似電報。早期國家政府單位、國有進出口公司皆普見使用，但現在基本上已經被傳真機或網際網路所取代。 
台灣首次啟用英文電傳打字機是1949年8月16日，草山（陽明山）電信局為處理給蔣中正之大量電報，裝用美式15型電傳打字機，此後電信局管理的全台五條主要電報電路也改用電傳打字機。

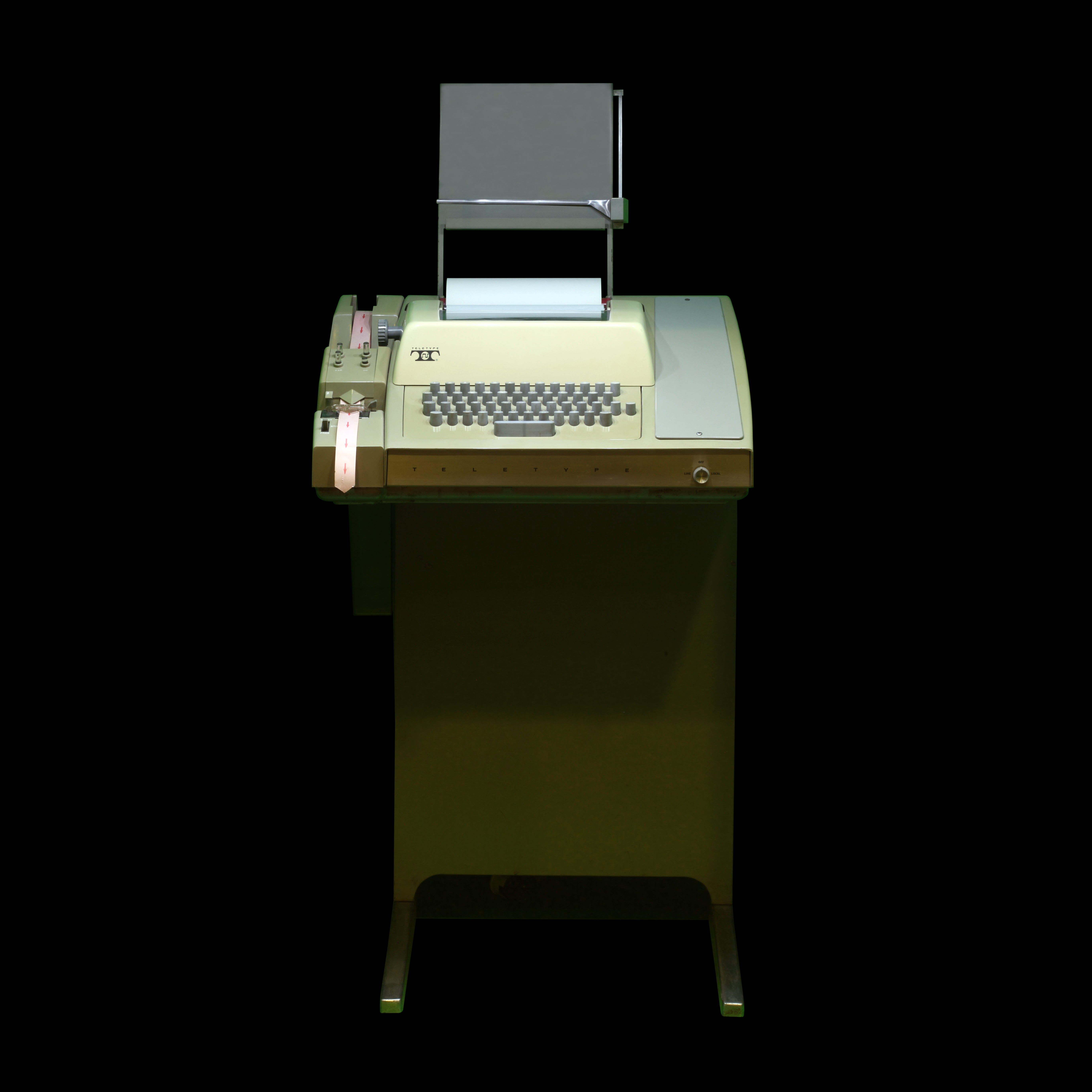
1965年ASR-33

## 操作
電傳打字機一例如下：操作時，在發送方有字母鍵，將英文的電文按鍵輸入，則鑿紙機自動依鮑竇碼（Baudot code）在紙帶上鑿洞。之後操作者要將紙帶撕下，放到發報機，發報機就會自動送出鮑竇碼電報訊號。接收端收到電報訊號可自動印出英文字母於捲筒紙上，也可鑿出紙帶。相較於更早的莫氏電報機，電傳不需背記及譯電過程，但發送方需熟習英文打字。電傳打字機鍵盤有三行。鍵盤上依QWERTY鍵盤順序排列大寫羅馬字母。第一行兼作數字鍵。第二第三行兼作特殊符號鍵。鍵入特殊符號需先按FIGS鍵（Figure Shift），之後要切換回英文字母需按LTRS鍵（Letter Shift）。

## 特點
- 方便迅速：電傳印表機可安裝在辦公室內，因而毋須到電報局去發電報，而且在給國外交易夥伴發電傳時，可以即時得到對方的回和答，就像進行電話交談一樣方便。

- 手續簡便：惟一要做的事情是，將欲發出的電文轉對成一系列孔眼並打制到紙帶上，再通過電磁波將電文發往目的地。

- 自動收發：即使不在辦公室裡，印表機也可在無人狀態下自動收發電文，電文或許是一份書面交易檔，這顯然比電話交談優越得多。

- 高效經濟：根據《全美百科全書》記載，這種機器一分鐘內可傳送大約 67 個詞。

## 參照
- 電報
- 傳真
- 電話